# Blue Moon (singel Becka)
Blue Moon – pierwszy singel promujący album Becka, Morning Phase, wydany w styczniu 2014.

## Notowania

### Media polskie
| Lista                             | Pozycja |
| --------------------------------- | ------- |
| Aferzasta Lista Przebojów         | 16      |
| Lista przebojów z charakterem RDC | 19      |
| UWUEMKA                           | 29      |
| Lista Przebojów Trójki            | 30      |